# Basilia costaricensis
Basilia costaricensis är en tvåvingeart som beskrevs av Guimaraes och Andretta 1956. Basilia costaricensis ingår i släktet Basilia och familjen lusflugor.
Artens utbredningsområde är Costa Rica. Inga underarter finns listade i Catalogue of Life.